# Kitty Foyle – Egy nő története
A Kitty Foyle – Egy nő története (eredeti címe: Kitty Foyle) 1940-ben bemutatott amerikai filmdráma, amelyet Sam Wood rendezett. A forgatókönyvet Christopher Morley azonos című regénye alapján Dalton Trumbo készítette. A főbb szerepekben Ginger Rogers, Dennis Morgan és James Craig. 1940. december 27-én jelent meg az Egyesült Államokban. Magyarországon 1947. augusztus 7-től volt megtekinthető a mozikban. A produkciót öt Oscar-díjra jelölték a 13. Oscar-gálán, amelyből elnyerte a legjobb női főszereplőnek járó szobrocskát.

## Cselekmény
Kitty Foyle, egy New York-i butik eladónője, sorsdöntő választás előtt áll: vagy feleségül megy vőlegényéhez, egy szegény orvoshoz, Mark Eisenhez, vagy Dél-Amerikába szökik egy gazdag férfival, akit évek óta szeret, a nős Wyn Strafforddal, aki éppen feleségét és kisfiát készül elhagyni. Kitty visszaemlékezik fiatalkorára.
Kitty tinédzserként Philadelphia elitjét, a Main Linerst bámulja a felvonuláson, amely megelőzi az éves gyűlési báljukat. Apja óva inti gyermeki ábrándjaitól. Kitty megismerkedik egy gazdag Main Line család sarjával, Wynnel. Wyn titkárnői állást ajánl neki a magazinjánál. A fiatalok egymásba szeretnek, de amikor a magazin bedől, a férfi nem tud szembeszállni a családjával, és rangján alul nősülni. 
Kitty apja halála után New Yorkba megy dolgozni Delphine-hez. Egy nap véletlenül megnyomja a betörésjelző gombját Delphine divatüzletében. Elájulást színlel, hogy elfedje a baklövését, és Dr. Mark Eisen veszi kezelésbe. Mark, aki tudja, hogy a lány csak megjátssza az eszméletvesztést, játékosan megzsarolja őt egy első randira. Wyn végül összeomlik, megtalálja Kittyt New Yorkban, és megkéri a kezét. A lány beleegyezik a házasságba, azzal a feltétellel, ha nem Philadelphiában élnek. Amikor a férfi bemutatja őt a családjának, a lány hűvös fogadtatásban részesül. Azt is megtudja, hogy Wynt kitagadják az örökségből, ha nem marad Philadelphiában, és nem dolgozik a családi banküzletben. Bár Wyn hajlandó áldozatot hozni, a nő úgy dönt, hogy a férfi nem elég erős ahhoz, hogy megbirkózzon a szegénységgel, ezért elválnak.
Kitty visszatér New Yorkba, ahol újra összejön Markkal, de hamarosan kiderül, hogy terhes Wyn gyermekével. Wyn elintézi, hogy találkozzon vele, ami felcsillantja a kibékülés reményét, de ez a remény szertefoszlik, amikor a lány meglátja az újságban Wyn eljegyzését egy társadalmi rangban lévő nővel. A nő anélkül távozik, hogy találkozna a férfival, és újabb csapás éri, amikor a gyermekük meghal a születéskor. Öt évvel később Kitty vonakodva beleegyezik, hogy barátnőjének, Delphine-nak nyisson egy philadelphiai fióküzletet. Egy véletlen folytán kiszolgálja Wyn feleségét, és találkozik Wyn fiával. Kittyt meglátogatja Wyn, és még egyszer utoljára udvarol neki. A film visszatér ahhoz a dilemmához, amellyel Kitty a film elején szembesült. Kitty úgy dönt, hogy Wyn helyett Markhoz megy feleségül, ezzel élete új és ígéretesebb irányt vesz.

## Szereplők
| Szerep             | Színész          | Magyar hangja        |
| ------------------ | ---------------- | -------------------- |
| Kitty Foyle        | Ginger Rogers    | Balázs Ágnes         |
| Wyn Strafford      | Dennis Morgan    | Szabó Sipos Barnabás |
| Mark Eisen         | James Craig      | Vass Gábor           |
| Tom Foyle          | Ernest Cossart   | Dobránszky Zoltán    |
| Mrs Strafford      | Gladys Cooper    | Menszátor Magdolna   |
| Pat Day            | Mary Treen       | Simon Mari           |
| Molly              | K. T. Stevens    | Spilák Klára         |
| nagymama           | Cecil Cunningham | Pásztor Erzsi        |
| Mr Kennett         | Walter Kingsford | Kun Vilmos           |
| Edgar nagybácsi    | Edward Fielding  | Szélyes Imre         |
| Veronica Strafford | Kay Linaker      | Andresz Kati         |

## Fogadtatás
A film általánosságban jó értékeléseket kapott. A Rotten Tomatoeson 75%-os minősítést ért el 12 értékelés alapján. A Variety kritikájában úgy fogalmazott: „Az epizódszerű és időnként homályosan meghatározott motiváció ellenére a film összességében egy tipikus Hamupipőke-lány szerelmi történetének megrendítő és drámai portréja.” Bosley Crowther a New York Timestól azt írta: „Morley úr kommentárjából hiányzik az élesség és a korszerűség. Az ő Kittyje valódi hús-vér ember volt; ez a Kitty meggyőző, de fiktív.” Pat Graham a Chicago Readertől azt írta: „Sam Wood, a hollywoodi hackerség El Supremója, ezt a filmet dicsőségre vitte.” Otis Ferguson a The New Republictól azt írta: „Olyan komolysággal készült, hogy időnként lassú és beszédes, de mivel a szerelmes lány Ginger Rogers, a filmnek is megvan a maga igazsága és szépsége.”

## Fontosabb díjak és jelölések
| Esemény        | Díj       | Kategória                              | Eredmény |
| -------------- | --------- | -------------------------------------- | -------- |
| 13. Oscar-gála | Oscar-díj | Legjobb film                           | Jelölve  |
| 13. Oscar-gála | Oscar-díj | Legjobb női főszereplő – Ginger Rogers | Elnyerte |
| 13. Oscar-gála | Oscar-díj | Legjobb rendező                        | Jelölve  |
| 13. Oscar-gála | Oscar-díj | Legjobb adaptált forgatókönyv          | Jelölve  |
| 13. Oscar-gála | Oscar-díj | Legjobb hang                           | Jelölve  |